# NGC 1756
NGC 1756 (również ESO 56-SC27) – gromada otwarta, znajdująca się w gwiazdozbiorze Złotej Ryby, w Wielkim Obłoku Magellana. Odkrył ją John Herschel 11 listopada 1836 roku.